# Lista de navios lançados em outubro de 1942
A seguir está uma lista como os navios lançados ao mar no mês de outubro de 1942.
| Data          | Navio                  | País           | Construtor                                 | Localização                          | Classe                  | Notas                                                 |
| ------------- | ---------------------- | -------------- | ------------------------------------------ | ------------------------------------ | ----------------------- | ----------------------------------------------------- |
| 3 de outubro  | USS LST-5              | Estados Unidos | Dravo Corp.                                | (Pittsburgh, Pennsylvania, U.S.A.)   | LST                     |                                                       |
| 4 de outubro  | USS LST-450            | Estados Unidos | Kaiser Shipbuilding Co.                    | (Vancouver, Washington, U.S.A.)      | LST                     |                                                       |
| 6 de outubro  | USS LST-451            | Estados Unidos | Kaiser Shipbuilding Co.                    | (Vancouver, Washington, U.S.A.)      | LST                     |                                                       |
| 7 de outubro  | USS Pybus (CVE-34)     | Estados Unidos | Seattle-Tacoma Shipyard                    | Seattle, WA                          | Bogue                   |                                                       |
| 9 de outubro  | USS LST-4              | Estados Unidos | Dravo Corp.                                | (Pittsburgh, Pennsylvania, U.S.A.)   | LST                     |                                                       |
| 9 de outubro  | USS LST-402            | Estados Unidos | Bethlehem-Fairfield Shipyard Inc.          | (Baltimore, Maryland, U.S.A.)        | LST                     |                                                       |
| 10 de outubro | SS Empire Clansman     | Reino Unido    | Grangemouth Dockyard Company               | Grangemouth                          | Collier                 |                                                       |
| 10 de outubro | USS LST-305            | Estados Unidos | Boston Navy Yard                           | (Boston, Massachusetts, U.S.A.)      | LST                     |                                                       |
| 10 de outubro | USS LST-306            | Estados Unidos | Boston Navy Yard                           | (Boston, Massachusetts, U.S.A.)      | LST                     |                                                       |
| 10 de outubro | USS LST-361            | Estados Unidos | Bethlehem Shipbuilding Corp.               | (Quincy, Massachusetts, U.S.A.)      | LST                     | Transferido para a marinha briãnica como HMS LST 361  |
| 10 de outubro | USS LST-362            | Estados Unidos | Bethlehem Shipbuilding Corp.               | (Quincy, Massachusetts, U.S.A.)      | LST                     | Transferido para a marinha britânica como HMS LST 362 |
| 10 de outubro | USS LST-452            | Estados Unidos | Kaiser Shipbuilding Co.                    | (Vancouver, Washington, U.S.A.)      | LST                     |                                                       |
| 10 de outubro | USS LST-453            | Estados Unidos | Kaiser Shipbuilding Co.                    | (Vancouver, Washington, U.S.A.)      | LST                     |                                                       |
| 10 de outubro | USS LST-476            | Estados Unidos | Kaiser Cargo, Inc.                         | (Richmond, California, U.S.A.)       | LST                     |                                                       |
| 12 de outubro | Empire Harry           | Reino Unido    | Goole Shipbuilding & Repairing Co Ltd      | Goole                                | Rebocador               |                                                       |
| 12 de outubro | USS LST-353            | Estados Unidos | Charleston Navy Yard                       | (Charleston, South Carolina, U.S.A.) | LST                     |                                                       |
| 13 de outubro | HMS Kite (U87)         | Reino Unido    |                                            |                                      | Black Swan (modificado) |                                                       |
| 13 de outubro | USS LST-354            | Estados Unidos | Charleston Navy Yard                       | (Charleston, South Carolina, U.S.A.) | LST                     |                                                       |
| 14 de outubro | HMS Starling (U66)     | Reino Unido    |                                            |                                      | Black Swan (modificado) |                                                       |
| 14 de outubro | HMS Wild Goose (U45)   | Reino Unido    |                                            |                                      | Black Swan (modificado) |                                                       |
| 14 de outubro | USS LST-454            | Estados Unidos | Kaiser Shipbuilding Co.                    | (Vancouver, Washington, U.S.A.)      | LST                     |                                                       |
| 15 de outubro | USS LST-333            | Estados Unidos | Norfolk Navy Yard                          | (Portsmouth, Virginia, U.S.A.)       | LST                     |                                                       |
| 15 de outubro | USS LST-334            | Estados Unidos | Norfolk Navy Yard                          | (Portsmouth, Virginia, U.S.A.)       | LST                     |                                                       |
| 15 de outubro | USS LST-335            | Estados Unidos | Norfolk Navy Yard                          | (Portsmouth, Virginia, U.S.A.)       | LST                     |                                                       |
| 15 de outubro | USS LST-336            | Estados Unidos | Norfolk Navy Yard                          | (Portsmouth, Virginia, U.S.A.)       | LST                     |                                                       |
| 15 de outubro | USS LST-390            | Estados Unidos | Newport News Shipbuilding and Dry Dock Co. | (Newport News, Virginia, U.S.A.)     | LST                     |                                                       |
| 16 de outubro | USS LST-401            | Estados Unidos | Bethlehem-Fairfield Shipyard Inc.          | (Baltimore, Maryland, U.S.A.)        | LST                     |                                                       |
| 17 de outubro | Empire Reaper          | Reino Unido    | J Harker Ltd                               | Knottingley                          | Collier                 |                                                       |
| 17 de outubro | USS LST-455            | Estados Unidos | Kaiser Shipbuilding Co.                    | (Vancouver, Washington, U.S.A.)      | LST                     |                                                       |
| 18 de outubro | USS Baffins (CVE-35)   | Estados Unidos | Seattle-Tacoma Shipyard                    | Seattle, WA                          | Bogue                   |                                                       |
| 18 de outubro | USS Princeton (CVL-23) | Estados Unidos | New York Shipbuilding                      | New York City                        | Classe Independence     |                                                       |
| 20 de outubro | USS LST-456            | Estados Unidos | Kaiser Shipbuilding Co.                    | (Vancouver, Washington, U.S.A.)      | LST                     |                                                       |
| 21 de outubro | USS LST-6              | Estados Unidos | Dravo Corp.                                | (Wilmington, Delaware, U.S.A.)       | LST                     |                                                       |
| 23 de outubro | USS Oakland (CL-95)    | Estados Unidos | Bethlehem Steel Company                    | São Francisco (Califórnia)           | Classe Atlanta          |                                                       |
| 23 de outubro | USS LST-457            | Estados Unidos | Kaiser Shipbuilding Co.                    | (Vancouver, Washington, U.S.A.)      | LST                     |                                                       |
| 24 de outubro | USS Gear (ARS-34)      | Estados Unidos | Basalt Rock Company                        | Napa, California                     | Classe Diver            |                                                       |
| 24 de outubro | USS LST-403            | Estados Unidos | Bethlehem-Fairfield Shipyard Inc.          | (Baltimore, Maryland, U.S.A.)        | LST                     | Transferido para a marinha britânica como HMS LST-403 |
| 25 de outubro | Empire Seraph          | Reino Unido    | Cochrane & Sons Ltd                        | Selby                                | Rebocador               |                                                       |
| 26 de outubro | USS LST-363            | Estados Unidos | Bethlehem Shipbuilding Corp.               | (Quincy, Massachusetts, U.S.A.)      | LST                     |                                                       |
| 26 de outubro | USS LST-364            | Estados Unidos | Bethlehem Shipbuilding Corp.               | (Quincy, Massachusetts, U.S.A.)      | LST                     |                                                       |
| 26 de outubro | USS LST-458            | Estados Unidos | Kaiser Shipbuilding Co.                    | (Vancouver, Washington, U.S.A.)      | LST                     |                                                       |
| 27 de outubro | USS LST-325            | Estados Unidos | Philadelphia Navy Yard                     | (Philadelphia, Pennsylvania, U.S.A.) | LST                     |                                                       |
| 28 de outubro | USS LST-391            | Estados Unidos | Newport News Shipbuilding and Dry Dock Co. | (Newport News, Virginia, U.S.A.)     | LST                     |                                                       |
| 28 de outubro | USS LST-392            | Estados Unidos | Newport News Shipbuilding and Dry Dock Co. | (Newport News, Virginia, U.S.A.)     | LST                     |                                                       |
| 28 de outubro | USS LST-404            | Estados Unidos | Bethlehem-Fairfield Shipyard Inc.          | (Baltimore, Maryland, U.S.A.)        | LST                     |                                                       |
| 28 de outubro | USS LST-406            | Estados Unidos | Bethlehem-Fairfield Shipyard Inc.          | (Baltimore, Maryland, U.S.A.)        | LST                     |                                                       |
| 29 de outubro | USS LST-8              | Estados Unidos | Dravo Corp.                                | (Pittsburgh, Pennsylvania, U.S.A.)   | LST                     |                                                       |
| 29 de outubro | USS LST-459            | Estados Unidos | Kaiser Shipbuilding Co.                    | (Vancouver, Washington, U.S.A.)      | LST                     |                                                       |
| 29 de outubro | USS LST-477            | Estados Unidos | Kaiser Cargo, Inc.                         | (Richmond, California, U.S.A.)       | LST                     |                                                       |
| 29 de outubro | USS LST-480            | Estados Unidos | Kaiser Cargo, Inc.                         | (Richmond, California, U.S.A.)       | LST                     |                                                       |
| 31 de outubro | USS LST-7              | Estados Unidos | Dravo Corp.                                | (Pittsburgh, Pennsylvania, U.S.A.)   | LST                     |                                                       |
| 31 de outubro | USS LST-405            | Estados Unidos | Bethlehem-Fairfield Shipyard Inc.          | (Baltimore, Maryland, U.S.A.)        | LST                     |                                                       |
| 31 de outubro | USS LST-408            | Estados Unidos | Bethlehem-Fairfield Shipyard Inc.          | (Baltimore, Maryland, U.S.A.)        | LST                     |                                                       |
| 31 de outubro | USS LST-460            | Estados Unidos | Kaiser Shipbuilding Co.                    | (Vancouver, Washington, U.S.A.)      | LST                     |                                                       |
| 31 de outubro | USS LST-157            | Estados Unidos | Missouri Valley Bridge and Iron Co.        | (Evansville, Indiana, U.S.A.)        | LST                     |                                                       |